# 1473 w polityce

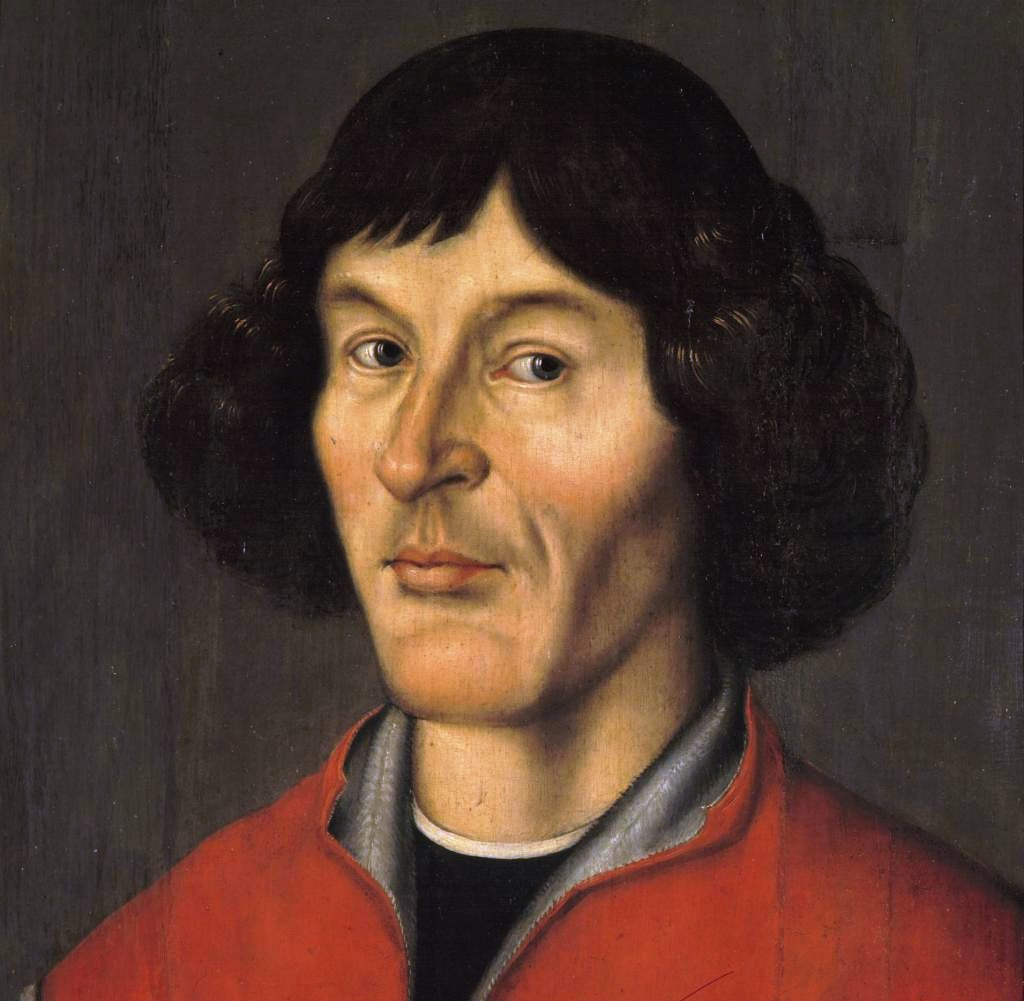
Mikołaj Kopernik

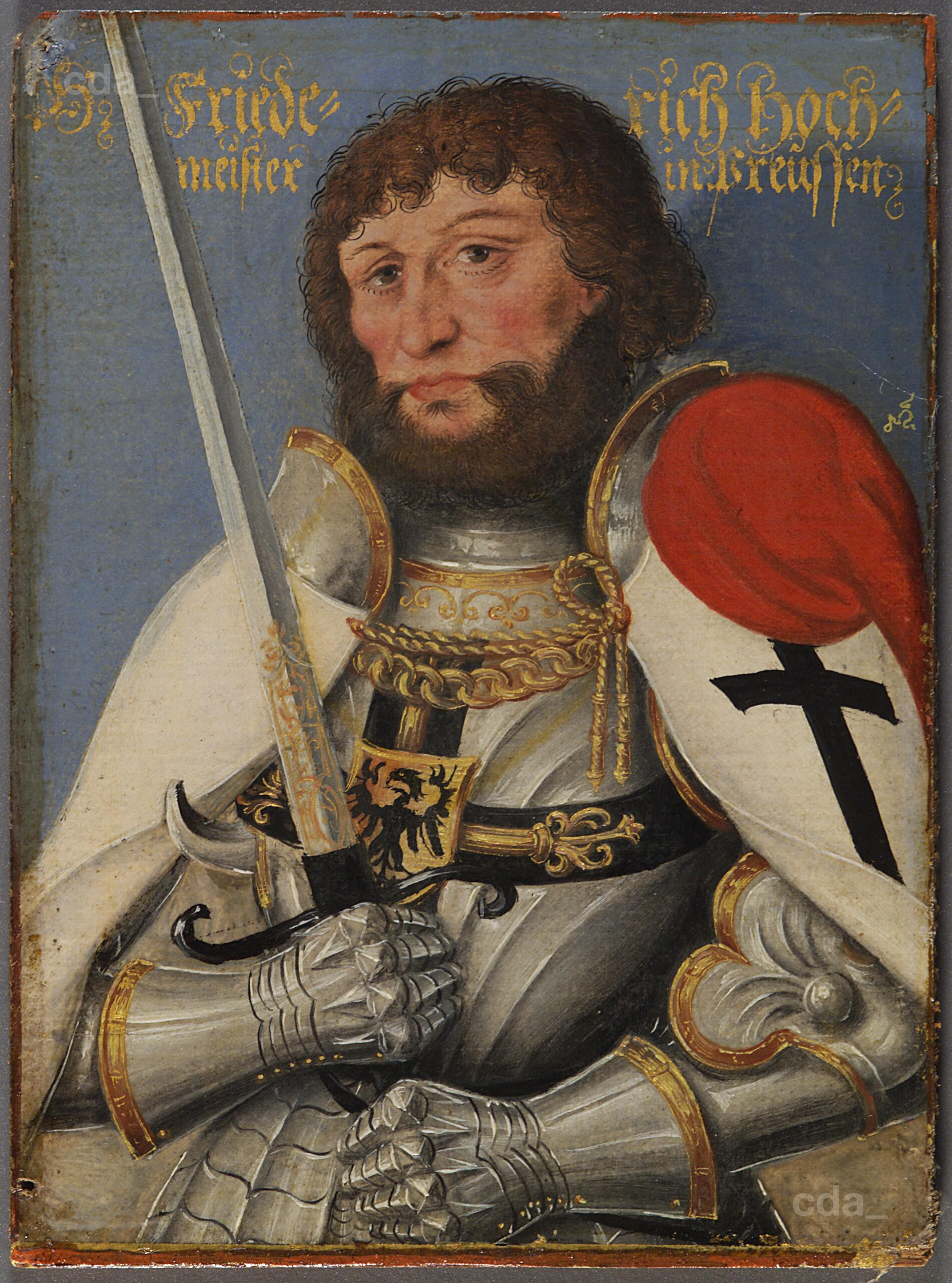
Fryderyk Wettyn, wielki mistrz zakonu krzyżackiego

Wydarzenia polityczne w 1473 roku.

## Wydarzenia
- 11 sierpnia Bitwa pod Başkentem[1]. Turcy osmańscy pokonują Turkmenów.

## Urodzili się
- 19 lutego Mikołaj Kopernik, kanonik, astronom i dowódca[2].
- 26 października Fryderyk Wettyn, wielki mistrz krzyżacki[3].

## Zmarli
- 7 listopada Helena Paleolog, żona serbskiego władcy Łazarza II Brankovicia[4].